# ジェフリー・ヘイスティングス
ジェフリー・ヘイスティングス（Jeffrey Paul Hastings、1959年6月25日 - ）は、アメリカ合衆国、アイダホ州Mountain Home出身の元スキージャンプ選手。1980年代前半に活躍し、1984年サラエボオリンピックにアメリカ代表として出場した。弟のクリス・ヘイスティングス(Chris Hastings)も元スキージャンプ選手で1988年カルガリーオリンピックアメリカ代表だった。

## プロフィール
1981年1月23日にスイス、グスタートで行われた70m級でスキージャンプ・ワールドカップにデビュー、15位となってポイントを獲得した。次のサンダーベイ大会では4位入賞した。
1982年ノルディックスキー世界選手権では個人70m級35位、個人90m級15位、団体6位となり、3月のワールドカップ（チェコスロバキア、シュトルブスケ・プレソ）で自身初の3位となった。
1983年12月18日の90m級（アメリカ合衆国、レークプラシッド）でワールドカップ初勝利、サラエボオリンピックでは70m級9位、90m級4位となった。
このシーズンのワールドカップ総合4位、翌シーズン終了後現役を引退した。ワールドカップ通算1勝（2位2回、3位3回）。